# Dies irae
Dies irae (latin: "Vredens dag" på middelalderlatin: Dies ire) er indledningsordene til en berømt latinsk hymne fra middelalderen, antagelig komponeret i første halvdel af 1200-tallet af Thomas af Celano, eller Latino Malabranca Orsini Hymnen hørte indtil 1970 med til liturgien i forbindelse med dødsmessen i den Katolske kirke. Den blev optaget i requiem i løbet af det 13. århundrede og blev godkendt som fast bestanddel af dødsmessen af Trentinerkoncilet (1545–1563).
Hymnen findes også i mange nyere arrangementer og indspilninger og citeres i adskillige musikværker også af nyere dato. Den bruges ofte i filmmusik, bl.a. i Carl Th. Dreyers film Vredens dag (1943), som er opkaldt efter den og i talrige gyserfilm mm..
Teksten begynder således:

Dies irae! dies illa

Solvet saeclum in favilla:

Teste David cum Sibylla!
Vredens dag! Hin store dag! Da

verden blir i aske lagt,

som sagt af David og Sibylla!